# Myrtjärnen (Alfta socken, Hälsingland)
Myrtjärnen är en sjö i Ovanåkers kommun i Hälsingland och ingår i Ljusnans huvudavrinningsområde.